# Cenopis acerivorana
Cenopis acerivorana är en fjärilsart som beskrevs av Mackay 1952. Cenopis acerivorana ingår i släktet Cenopis och familjen vecklare. Inga underarter finns listade i Catalogue of Life.